# Guarinos
Guarinos is een gemeente in de Braziliaanse deelstaat Goiás. De gemeente telt 2.379 inwoners (schatting 2009).